# جاي س. د. كلارك
جاي س. د. كلارك (بالإنجليزية: J. C. D. Clark)‏ هو مؤرخ بريطاني، ولد في 28 فبراير 1951.